# Theridion varians rusticum
Theridion varians là một phân loài nhện trong họ Theridiidae.
Loài này thuộc chi Theridion. Theridion varians rusticum được Eugène Simon miêu tả năm 1873.

## Hình ảnh

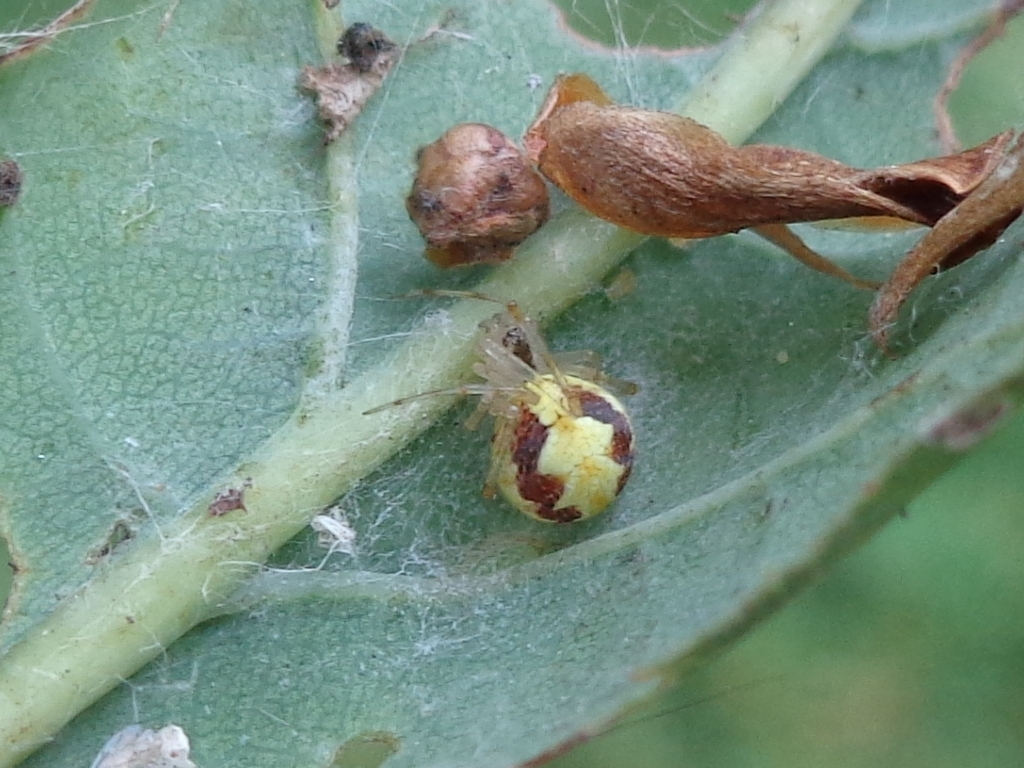
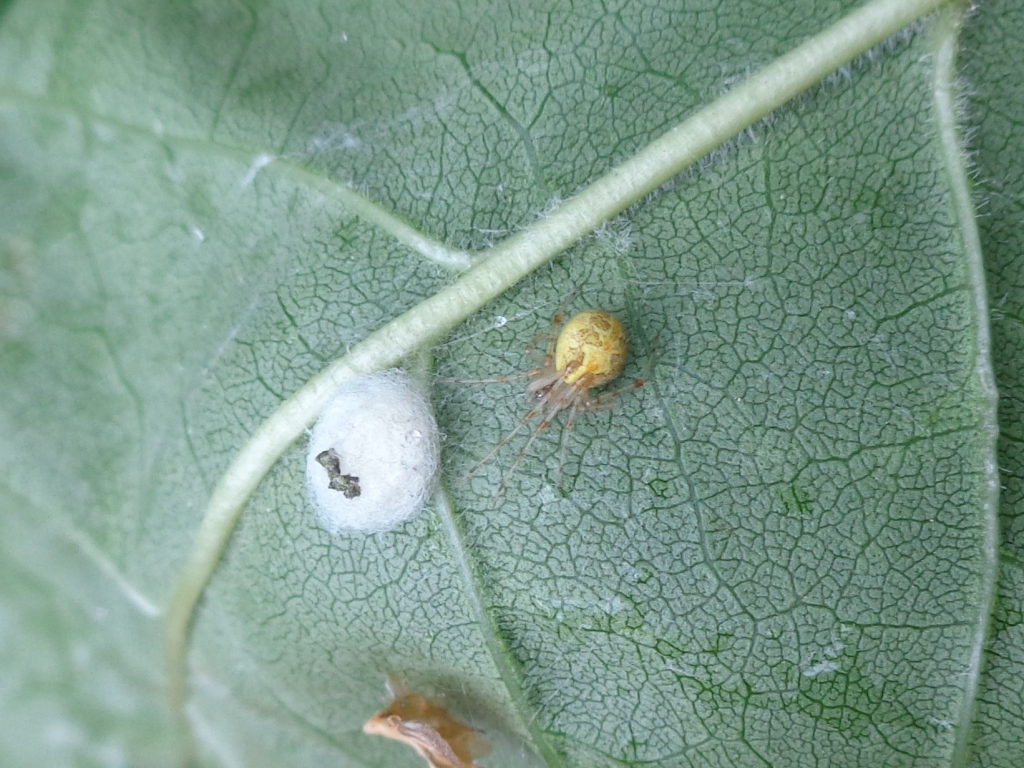
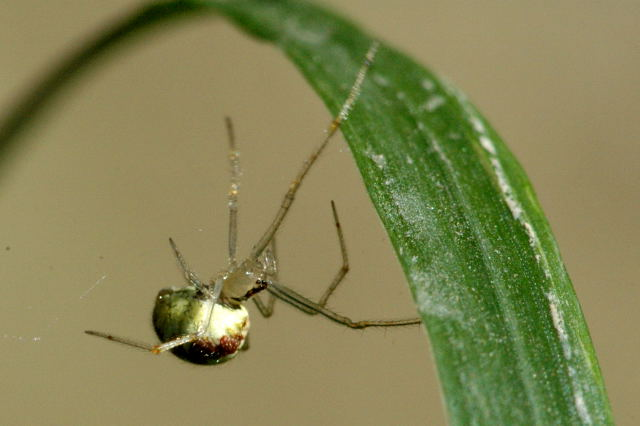
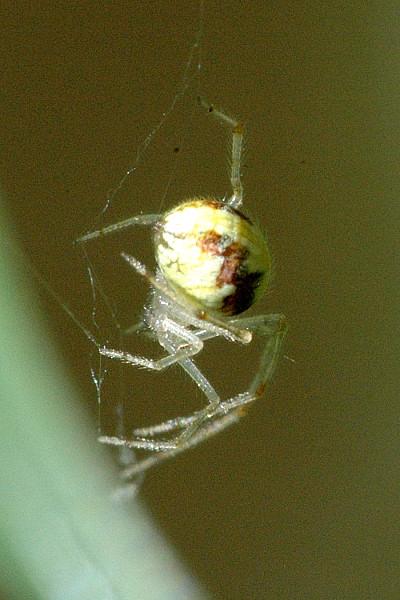